# Bundesstraße 502
Die Bundesstraße 502 (Abkürzung: B 502) ist eine Bundesstraße in Schleswig-Holstein. Sie führt von der Landeshauptstadt Kiel nach Schönberg (Holstein) im Kreis Plön.

## Überblick
- Länge: 23,4 km
- Anfangspunkt: Kiel
- Endpunkt: Schönberg (Holstein)

## Geschichte/Weiteres
Die Bundesstraße 502 wurde im Zuge der Olympischen Spiele 1972 realisiert, um die östlich der Kieler Förde gelegenen Orte besser anzubinden. Dabei wurde eine sechsspurige Brücke über die Schwentine als wesentliches Bauvorhaben umgesetzt. Im weiteren Verlauf wurde sie bis zur Kreuzung B 202 und B 430 in Lütjenburg als Ortsumgehung der Dörfer im Hinterland der Ostsee-Küste realisiert. Ende der 1990er-Jahre erfolgte die Herabstufung des Abschnitts Schönberger Strand - Lütjenburg zur L 165.
Im Kieler Stadtgebiet trägt die B 502 bis zur Schwentinebrücke den Straßennamen Ostring, wo sie bis zur Stadtgrenze in die Schönkirchener Straße übergeht.
Anfängliche Planungen sahen vor, die ausgebaute Strecke durch Kiel-Dietrichsdorf nah an Mönkeberg, Heikendorf und Brodersdorf vorbei zu führen. Durch umweltpolitische Bedenken wurde der Neubau lange verzögert und man einigte sich schließlich Ende der 1990er Jahre auf einen Ausbau mit Ausfädelung über Schönkirchen. Der Grund dafür waren Biotope wie der Mönkeberger See, die sich im ursprünglich geplanten Trassenverlauf befanden.
Die Neubaustrecke geht bei Lutterbek in die alte B 502 über. Der nördliche Endpunkt der Bundesstraße befindet sich bei Schönberg.
Im südlichen Verlauf der B 502 im Stadtgebiet von Kiel ist seit Jahrzehnten eine umstrittene Umgehung der Stadtteile Gaarden und Ellerbek durch die Naherholungsgebiete Tröndelsee und Langsee geplant, inklusive einer Verlängerung als Variante der sogenannten Gaardener Querspange zur B 404/A 21. Dort soll sie in die alte B 4 einmünden. Weiterhin ist auch eine Verbindung zwischen  A 215 und A 21 über einen neu zu bauenden Zubringer Molfsee geplant, da die B 76 an ihre Kapazitätsgrenze stößt. Damit würde eine kreuzungsfreie Strecke von der Schwentine bis zur A 215 entstehen. Bisher beginnt die B 502 an der B 76, die an dieser Stelle Theodor-Heuss-Ring heißt.
Am 2. Januar 2017 ereignete sich ein schwerer Verkehrsunfall bei Heikendorf. Eine junge Frau geriet mit ihrem Fahrzeug in den Gegenverkehr und prallte dort frontal mit einem entgegenkommenden Pkw zusammen. Die Frau verstarb noch am Unfallort. Heute erinnert ein schlichtes Holzkreuz in der Böschung auf Höhe der Straßenbrücke Silberturmer Weg an diesen Unfall.  